# Скумбрія південноазійська
Скумбрія південноазійська (Scomber australasicus) — риба родини скумбрієвих ряду окунеподібних.
Поширена у тропічний і субтропічних водах Пацифіки від Японії на південь до Австралії та Нової Зеландії, також у Червоному морі, Оманській і Аденській затоках. Живе у приповерхневих водах до 200 м глибиною. Довжина від 30 до 65 см, вага більше кілограма.